# ساعة لقلبك
ساعة لقلبك برنامج إذاعي فكاهي مصري بدأ في فترة الخمسينات في عام 1953م حتى بداية فترة الستينات، ويعتبر هذا البرنامج أحد أهم العلامات في تاريخ الإذاعة المصرية.
ضم برنامج ساعة لقلبك العديد من نجوم وكتاب الكوميديا والفكاهة في مصر ، فمن الكتاب الكاتب الراحل يوسف عوف وأحمد طاهر وأمين الهنيدي وأنور عبد الله ومحمد يوسف كما شارك في كتابته أيضا العظيم عبد المنعم مدبولي ، وضم كوكبه من النجوم أمثال الفنان فؤاد المهندس ومحمد عوض وأمين الهنيدي وخيرية أحمد وجمالات زايد ومحمد أحمد المصري المشهور بأبو لمعة وفؤاد راتب المشهور بالخواجة بيجو ونبيلة السيد وأحمد الحداد و عبدالمنعم ابراهيم (الفصيح) 
ويعتبر برنامج ساعة لقلبك المدرسة التي تخرج منها عمالقة الكوميديا في مصر ، حيث كانت حلقات البرنامج تسجل في وجود جمهور وعلى مسرح ولهذا تسمع في الحلقات تفاعل الجمهور مع الفنان.

## وصلات خارجية
- مجموعة من حلقات ساعة لقلبك